# Villedômer
Villedômer is een gemeente in het Franse departement Indre-et-Loire (regio Centre-Val de Loire). De plaats maakt deel uit van het arrondissement Tours. Villedômer telde op 1 januari 2022 1.299 inwoners.

## Geografie
De oppervlakte van Villedômer bedroeg op 1 januari 2022 35,49 vierkante kilometer; de bevolkingsdichtheid was toen 36,6 inwoners per km².

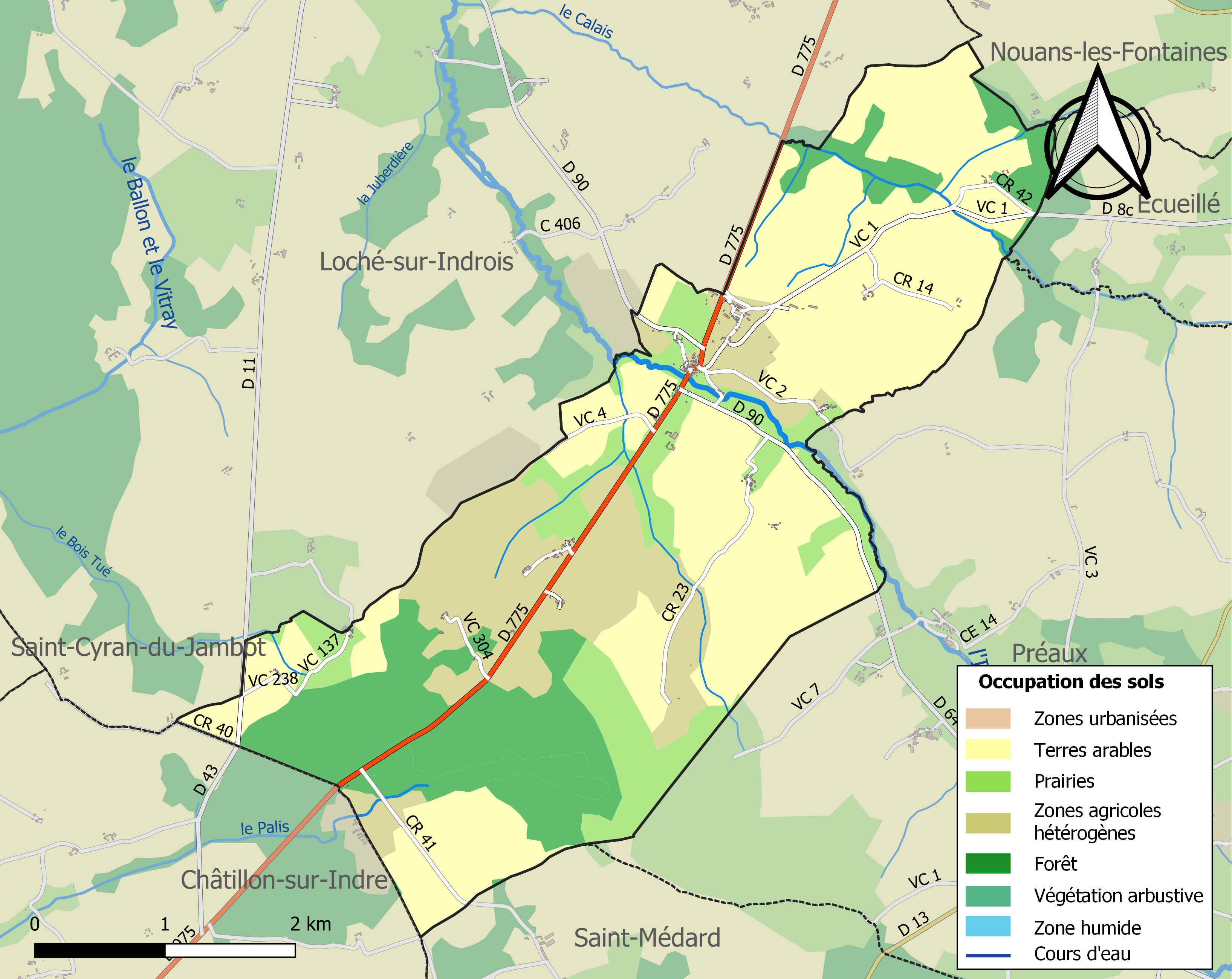
Kaart van de gemeente met de belangrijkste infrastructuur, bodemgebruik en omliggende gemeenten

## Demografie
Onderstaande figuur toont het verloop van het inwonertal (bron: INSEE-tellingen).